# Исаксен, Магнар
Магнар Николай Исаксен (норв. Magnar Nikolai Isaksen; 13 октября 1910, Кристиансунн, Мёре-ог-Ромсдал — 8 июня 1979, Осло) — норвежский футболист, бронзовый призёр летних Олимпийских игр 1936 года. Играл на позиции нападающего.

## Биография
Исаксен выступал за команды «Кристиансунн» и «Люн», с последней он в 1945 году выиграл чемпионат Норвегии, выбив в четвертьфинале «Кристиансунн». За сборную Норвегии провёл 14 игр и забил 5 голов. В составе сборной Норвегии в 1936 году стал бронзовым призёром Олимпийских игр — он оформил дубль в матче против Германии. Также в 1938 году выступил на чемпионате мира.

## Статистика

### Матчи Исаксена за сборную Норвегии
| Матчи Исаксена за сборную Норвегии | Матчи Исаксена за сборную Норвегии | Матчи Исаксена за сборную Норвегии | Матчи Исаксена за сборную Норвегии | Матчи Исаксена за сборную Норвегии | Матчи Исаксена за сборную Норвегии  |
| ---------------------------------- | ---------------------------------- | ---------------------------------- | ---------------------------------- | ---------------------------------- | ----------------------------------- |
| №                                  | Дата                               | Соперник                           | Счёт                               | Голы Исаксена                      | Соревнование                        |
| 1                                  | 26 июля 1936                       | Швеция                             | 4:3                                | 1                                  | Товарищеский матч                   |
| 2                                  | 3 августа 1936                     | Турция                             | 4:0                                | —                                  | Олимпийские игры 1936               |
| 3                                  | 7 августа 1936                     | Германия                           | 2:0                                | 2                                  | Олимпийские игры 1936               |
| 4                                  | 10 августа 1936                    | Италия                             | 1:2                                | —                                  | Олимпийские игры 1936               |
| 5                                  | 20 сентября 1936                   | Дания                              | 3:3                                | —                                  | Чемпионат Северной Европы 1933—1936 |
| 6                                  | 14 мая 1937                        | Англия                             | 0:6                                | —                                  | Товарищеский матч                   |
| 7                                  | 5 сентября 1937                    | Финляндия                          | 2:0                                | —                                  | Чемпионат Северной Европы 1937—1947 |
| 8                                  | 19 сентября 1937                   | Швеция                             | 3:2                                | 1                                  | Чемпионат Северной Европы 1937—1947 |
| 9                                  | 10 октября 1937                    | Ирландия                           | 3:2                                | —                                  | Чемпионат мира 1938 (отбор)         |
| 10                                 | 24 октября 1937                    | Германия                           | 0:3                                | —                                  | Товарищеский матч                   |
| 11                                 | 31 мая 1938                        | Эстония                            | 1:0                                | —                                  | Товарищеский матч                   |
| 12                                 | 5 июня 1938                        | Италия                             | 1:2                                | —                                  | Чемпионат мира 1938                 |
| 13                                 | 17 июня 1938                       | Финляндия                          | 9:0                                | 1                                  | Чемпионат Северной Европы 1937—1947 |
| 14                                 | 9 ноября 1938                      | Англия                             | 0:4                                | —                                  | Товарищеский матч                   |

Итого: 14 матчей / 5 голов; 8 побед, 1 ничья, 5 поражений.